# 2-й Джебский тоннель
2-й Джебский тоннель — железнодорожный тоннель на 595 км линии Абакан — Тайшет Южно-Сибирской магистрали Красноярской железной дороги, на перегоне Джебь — Щетинкино.
Расположен в Курагинском районе Красноярского края. Состоит из двух параллельных тоннелей: первый путь длиной 661,2 метр и второй путь длиной 751,9 метр.
Первый путь был возведён в период 1961-1965 годов вместе со строительством железнодорожной линии Абакан — Тайшет. Тоннель находится на сложном участке трассы с крутым подъёмом. В силу плохой гидроизоляции и сильного обводнения тоннель сильно подвержен наледеобразованию в зимнее время, что также вредит его обделке. Уже через 15 лет после сдачи тоннеля ему потребовался капитальный ремонт. Для его поддержания в приемлемом состоянии там постоянно приходилось держать бригаду ремонтников.
Второй путь был запроектирован в рамках перевода линии на двухпутное движение, трасса тоннеля была выбрана и утверждена МПС России в 1991 году. Проект строительства был разработан ООО «ПИИ «Бамтоннельпроект» совместно с ОАО «Томгипротранс». Строительство второго пути велось с сентября 2001 года по ноябрь 2006 года силами ОАО «Бамтоннельстрой» (тоннельные отряды № 22 и № 12). Проходка проводилась горным способом с разработкой породы буро-взрывным методом. Тоннельная обделка из монолитного железобетона сооружалась с применением передвижной металлической опалубки заходками по 12 погонных метров с предварительной пленочной гидроизоляцией. Одновременно со строительством тоннеля параллельно ему на левом склоне долины реки Джеби была выстроена дренажная штольня длиной 792 м.
В сентябре 2014 года началась реконструкция первого пути: должны быть увеличены габариты тоннеля и произведена полная замена его внутренних конструкций с применением новейших технологий гидроизоляции, современных инженерных систем вентиляции, водоотведения и освещения. Цель реконструкции — организация двухпутного движения по Южно-Сибирской магистрали.